# Kapeasaari (ö i Norra Savolax, Norra Savolax, lat 63,33, long 26,66)
Kapeasaari är en ö i Finland. Den ligger i sjön Pielavesi och i kommunen Pielavesi i den ekonomiska regionen  Övre Savolax ekonomiska region  och landskapet Norra Savolax, i den centrala delen av landet, 400 km norr om huvudstaden Helsingfors. Öns area är 4,7 hektar och dess största längd är 0,6 kilometer i nord-sydlig riktning.